# Robert Mistrík
Robert Mistrík (n. 13 august 1966, Banská Bystrica, Cehoslovacia) este un chimist, om de știință, om de afaceri și politician slovac.

## Biografie
Mistrík s-a născut pe 13 august 1966 în Banská Bystrica. A urmat Gimnaziul Jozef Gregor Tajovský din Banská Bystrica. În 1991, a absolvit cu o diplomă în Chimie Analitică de la Facultatea de Tehnologie Chimică a Universității Tehnice Slovace⁠(d) din Bratislava.
După ce a obținut un doctorat la Universitatea din Viena în 1994 Mistrík și-a continuat cariera științifică ca cercetător vizitator la Institutul Național de Standarde și Tehnologie din Gaithersburg, Maryland.

## Începutul carierei
În 1998, Mistrík a fondat firma de spectrometrie de masă, metabolomică și analiză chimică HighChem, pe care o conduce și în prezent. Mistrík a fost membru al comitetului științific de conducere în consorțiul METAcancer, axat pe căutarea de biomarkeri pentru cancerul mamar. Este autorul unui brevet pentru identificarea moleculelor mici, inclusiv a unor noi markeri de diagnostic pentru boli, precum și al software-ului Mass Frontier.
Pe 3 februarie 2009, Mistrík a devenit laureatul premiului științific „Capul Anului” pentru cea mai semnificativă inovație. În 2014, a fost reales director de către membrii Societății Internaționale de Metabolomică.
Mistrík conduce dezvoltarea unei baze de date spectrale bazată pe cloud, numită mzCloud, care permite identificarea mai multor probleme științifice Este, de asemenea, coautor al metodei de căutare a spectrelor de masă prin Google, publicată în Nature Biotechnology. A fost o realizare ca un om de știință dintr-o instituție slovacă să reușească acest lucru după 14 ani.

## Cariera politică

### Libertate și Solidaritate
În 2009, Mistrík a fost cofondator al Partidului Libertate și Solidaritate⁠(d), ca membru al comitetului de pregătire.. A fost membru al partidului până în 2012.

### Alegerile prezidențiale slovace din 2019
Pe 15 mai 2018, Mistrík și-a anunțat candidatura la funcția de președinte al Slovaciei în alegerile prezidențiale slovace din 2019⁠(d), pentru a se retrage ulterior după anunțarea Zuzanei Čaputová ca nou președinte al Slovaciei.

## Cazul de dopaj al lui Matej Tóth
În 2017, Mistrík a fost acuzat de dopaj de către atletul slovac de marș Matej Tóth Mistrík a condus, de asemenea, o prezentare publică națională a argumentelor experților care dovedeau nevinovăția lui Tóth, care a fost exonerat de toate suspiciunile și de către IAAF.